# Reinga aucklandensis
Espèce
Synonymes
- Syrorisa aucklandensis Marples, 1959

Reinga aucklandensis est une espèce d'araignées aranéomorphes de la famille des Desidae.

## Distribution
Cette espèce est endémique de Nouvelle-Zélande.

## Description
La femelle holotype mesure 6,61 mm.

## Étymologie
Son nom d'espèce, composé de auckland et du suffixe latin -ensis, « qui vit dans, qui habite », lui a été donné en référence au lieu de sa découverte, Auckland.

## Publication originale
- Marples, 1959 : The dictynid spiders of New Zealand. Transactions of the Royal Society of New Zealand, vol. 87, p. 333-361 (texte intégral).